# لور هاردرس
لور هاردرس (به انگلیسی: Lower Hardres) یک روستا و محله مدنی در بریتانیا است که در شهر کنتربری واقع شده‌است. لور هاردرس ۹٫۱۴ کیلومتر مربع مساحت و ۵۷۰ نفر جمعیت دارد.